# California Transit Authority
California Transit Authority (CTA) is een Amerikaanse rockband uit Los Angeles. Ze is opgericht in 2006 door drummer Danny Seraphine, voormalig lid van Chicago. De bandnaam verwijst naar de oorspronkelijke naam van die band Chicago Transit Authority. Na een album moest die band de naam laten gaan; er werd gedreigd met een rechtszaak door de daadwerkelijke Chicago Transit Authority. Seraphine was na het uiteenvallen toe aan een nieuwe uitdaging en begon in Californië alwaar hij inmiddels woonde een nieuwe band.
Het zag ernaar uit dat de band, die in het begin voornamelijk oud Chicagomateriaal speelde, alleen voor liefdadigheidsconcerten optrad, maar gaandeweg kwam er toch serieuze belangstelling. Dat resulteerde in 2007 in het eerste album. Ten tijde van dat album bestond de band uit Danny Serphine (drums), Marc Bonilla (gitaar), Larry Braggs (zanger onder meer uit Tower of Power), Ed Roth (toetsinstrumenten), Mick Mahan (basgitaar) en Peter Fish (toetsen, accordeon). Het grote verschil met het "oude" Chicago is het ontbreken van de blaasinstrumenten op het eerste album. Dat verzuim werd op het tweede album direct hersteld.

## Discografie
- 2007: Full circle
- 2013: Sacred ground